# Kanton Apt
Kanton Apt is een kanton van het Franse departement Vaucluse. Kanton Apt maakt deel uit van het arrondissement Apt en telde 31.177 inwoners in 2018.

## Gemeenten
Het kanton Apt omvatte tot 2014 de volgende 13 gemeenten:
- Apt : 11 172 inwoners (hoofdplaats)
- Auribeau : 59 inwoners
- Caseneuve : 355 inwoners
- Castellet : 106 inwoners
- Gargas : 2 928 inwoners
- Gignac : 48 inwoners
- Lagarde-d'Apt : 26 inwoners
- Rustrel : 614 inwoners
- Saignon : 994 inwoners
- Saint-Martin-de-Castillon : 563 inwoners
- Saint-Saturnin-lès-Apt : 2 341 inwoners
- Viens : 491 inwoners
- Villars : 686 inwoners

Door de herindeling van de kantons bij decreet van 25 februari 2014, met uitwerking op 22 maart 2015, werden daar de 14 gemeenten van de opgeheven kantons Bonnieux en Gordes aan toegevoegd, namelijk: 
- Beaumettes
- Bonnieux
- Buoux
- Gordes
- Goult
- Joucas
- Lacoste
- Lioux
- Ménerbes
- Murs
- Oppède
- Roussillon
- Saint-Pantaléon
- Sivergues